# 藤原貞道
藤原 貞道（ふじわら の さだみち、生没年不詳）は、平安時代初期の貴族。藤原北家末茂流、紀伊守・藤原総継の子。官位は従五位下・宮内少輔。

## 経歴
承和11年（844年）従五位下に叙爵する。仁明朝末の嘉祥2年（849年）美作介に任ぜられると、翌嘉祥3年（850年）貞道は所管する英多郡大領・財田祖麻呂が同郡下川会郷英多河石上で白亀1枚を捕獲した旨を奏上している。
のち、斉衡3年（856年）左京亮に任ぜられると、翌天安元年（857年）宮内少輔と文徳朝末にかけて京官を務めている。また、時期は不明ながら備前守も務めた。

## 官歴
『六国史』による。
- 時期不詳：正六位上
- 承和11年（844年） 正月7日：従五位下
- 嘉祥2年（849年） 8月20日：美作介
- 斉衡3年（856年） 9月27日：左京亮
- 天安元年（857年） 6月25日：宮内少輔
- 時期不詳：備前守[2]